# Козентино, Эджидио
Эджи́дио Козенти́но (итал. Egidio Cosentino, 21 апреля 1927, Триест, Королевство Италия — 15 ноября 2020, Калгари, Канада) — итальянский хоккеист (хоккей на траве), полевой игрок. Участник летних Олимпийских игр 1952 года.

## Биография
Эджидио Козентино родился 21 апреля 1927 года в итальянском городе Триест.
В юности занимался футболом, регби и хоккеем на траве. Играл в хоккей на траве за «Итала Роино» из Триеста.
В 1948 году окончил университет Триеста по специальности «строительная инженерия».
В 1952 году вошёл в состав сборной Италии по хоккею на траве на летних Олимпийских играх в Хельсинки, поделившей 9-12-е места. Играл в поле, провёл 1 матч, мячей не забивал.
В 1954 году вместе с женой переехал в Канаду. С 1960 года до середины 70-х работал в строительной инженерной фирме. В 1977 году открыл собственное предприятие Cosentino & Partners, которым руководил до ухода на пенсию в 2006 году.
Умер 15 ноября 2020 года в канадском городе Калгари.

## Семья
Отец — Кармелло Козентино, мать — Мария Козентино. В семье также были две сестры Люцина и Мария.
Жена — Луиза Козентино (в девичестве Кверини), поженились в 1952 году. Дочь Моника.